# Le Monde diplomatique
Le Monde diplomatique (en español: «El Mundo Diplomático») es una publicación mensual francesa que ofrece análisis y opiniones documentadas sobre política, cultura y actualidad mundial. Se considera un medio de tendencia política progresista. Fue fundado en mayo de 1954 por Hubert Beuve-Méry. En 2023, hay 33 ediciones (9 solo digitales) en 24 idiomas en todo el mundo.
Sus artículos son extensos, firmados por expertos y defendiendo opiniones bien definidas. Particularmente, la revista sostiene una visión crítica sobre los efectos de la globalización sobre el mundo y sus habitantes. Es apodada Le Diplo por sus lectores franceses.
La publicación pertenece en un 51% a Le Monde diplomatique SA, una filial de Le Monde que le otorga total autonomía editorial.

## Edición Original
La edición francesa original tiene una tirada de unos 350.000 ejemplares. 31 ediciones en 26 otras lenguas hacen una tirada total de 2,4 millones en todo el mundo. Los lectores de Le Monde diplomatique poseen el 49% de la compañía a través de la asociación Los Amigos de Le Monde diplomatique. El otro 51% es propiedad del diario Le Monde. La publicación mantiene su independencia limitando sus ingresos por publicidad y mediante la "minoría de bloqueo" atribuida al capital que está en manos de sus lectores.

### Publicidad
Al igual que el semanario francés Télérama, Le Monde diplomatique recibe críticas por la cantidad y naturaleza de los anuncios publicitarios que incluye. En noviembre y diciembre de 2003 se publicaron anuncios a doble página de IBM y de un fabricante de automóviles. Los números de febrero y marzo de 2004 albergaban anuncios de Microsoft en una atmósfera "social" con la imagen de un niño, lo que motivó el descontento de los activistas del movimiento del software libre.

### Editoriales
Un editorial escrito en 1997 por Ignacio Ramonet, ex director de su redacción desde 1999, dio lugar a la creación de la ONG ATTAC, cuya labor se dedicó originalmente a la defensa de la tasa Tobin. En la actualidad se dedica a la defensa de una gran variedad de causas de la izquierda política.
Anteriores directores de redacción han sido: François Honti (1954-1973), Claude Julien (1973-1990), Serge Halimi. El actual director es Benoît Bréville.

## Ediciones internacionales y difusión
Varios países tienen ediciones propias, con artículos sobre temas locales, o continentales, y con selección de artículos de la edición francesa. Actualmente el periódico cuenta con 31 ediciones internacionales en 18 lenguas, entre ellas el esperanto, de las cuales 27 son impresas y las otras 4 electrónicas. En total, las ediciones internacionales suman una tirada de 2 400 000 de ejemplares.
- Albania.
- Alemania.
- Argentina. Edición Cono Sur, incluye a Paraguay. 30 000 ejemplares.
- Bulgaria.
- Chile. 10 000 ejemplares.
- Colombia. Suplemento de una revista, 10 000 ejemplares.
- Grecia.
- España. 25.000 ejemplares.
- Macedonia del Norte.
- Reino Unido.
- Serbia.
- Uruguay. Desde marzo de 2022.[4]

## Comunicación
El 2 de febrero de 1995, el periódico se convirtió en el primero en Francia en tener presencia en Internet.
Le Monde Diplomatique tiene una plataforma de redes sociales dedicada a los Amigos de Le Monde Diplomatique.
El periódico tiene la particularidad de haber digitalizado desde muy temprano en un único DVD-ROM, accesible para su compra, todos los artículos publicados en su edición en francés desde su fundación en 1954, alemán (igual desde 1995), inglés (igual desde 1996). , español (igual desde 1997), italiano (igual desde 1997) y portugués (igual desde 1999). Desde entonces, este voluminoso archivo se ha convertido en acceso en línea.
La publicación mensual mantiene un feed RSS y publica en las redes sociales Facebook e Instagram.